# Anna Dembińska
Anna Dembińska (ur. 24 lipca 1895 w Sokołowie koło Wrześni, zm. 19 czerwca 1954 w Poznaniu) – polska historyczka XVI w., archiwistka, badaczka dziejów wsi. 

## Życiorys
Córka historyka Bronisława Dembińskiego. Studiowała historię na Uniwersytecie Warszawskim – doktorat pod kierunkiem Oskara Haleckiego. W latach 1922–1933 pracowała jako nauczycielka w Wilnie Warszawie, Jarosławiu i Toruniu m.in. w I Gimnazjum Męskim im. Sowińskiego w Warszawie. Następnie jako archiwistka – w latach 1936-1944 w Warszawie w  Archiwum Miejskim Warszawy, a w latach 1945-1947 w Archiwum Państwowym w Krakowie. Habilitację uzyskała w 1947 na Uniwersytecie Poznańskim, po czym pracowała jako kustosz wojewódzkiego Archiwum Państwowego w Gdańsku. W swoich badaniach naukowych zajmowała się dziejami politycznym XVI wieku i historią kultury.

## Wybrane publikacje
- Polityczna walka o egzekucję królewszczyzn w latach 1558/64, Warszawa: Societas Scientiarum Varsaviensis 1934 (Odbitka: Sprawozdania z Posiedzeń Towarzystwa Naukowego Warszawskiego, wydz. 2, t. 27, 1934).
- Wpływy kultury polskiej na Wołyń w XVI wieku, Poznań: Poznańskie Towarzystwo Przyjaciół Nauk 1930 (Prace Komisji Historycznej Poznańskiego Towarzystwa Przyjaciół Nauk, t. 7.)
- Zygmunt I. Zarys dziejów wewnętrzno-politycznych w latach 1540-1548, Poznań: nakładem Poznańskiego Towarzystwa Przyjaciół Nauk 1948. Prace Komisji Historycznej / Poznańskie Towarzystwo Przyjaciół Nauk, t. 14 z. 3.